# 金春禅竹
金春 禅竹（こんぱる ぜんちく、応永12年（1405年） - 文明2年（1470年）?）は、室町時代の猿楽師、能作者である。金春弥三郎の子。世阿弥の娘婿。童名は金春七郎、俗名は竹田氏信あるいは貫氏、法名は賢翁禅竹。金春大夫として奈良を中心に活躍し、現在の金春流の中興の祖である。子に宗筠、孫（宗筠の子）に禅鳳。

## 来歴
大和猿楽最古参とされる流派円満井座の流れを受け継ぎ、金春一座を率いて活躍した。世阿弥の娘婿に当たる。義父の世阿弥との関係は深く、世阿弥の能についての理論書『六義』『拾玉得花』を相伝された（応永35年と正長元年（それぞれ1428年）の日付で伝えられた）。一説には晩年の世阿弥をみとったともいう。
連歌、和歌、仏教、神道に深く通じ、歌道や仏教的世界観に基づく能楽の理論化を試み、数多くの著作を残した。難解で神秘主義的傾向にあるともいわれている。一休宗純、一条兼良との交流もあったとされ、能楽作品も幽玄にして深遠なものが多い。能が庶民のものから貴族や上流武士の深い鑑賞にうつっていく時代をその作風に反映しているといえる。

## 作品

### 理論書
- 六輪一露之記
- 歌舞髄脳記
- 五音三曲集
- 明宿集
- 至道要抄

### 能楽作品
- 野宮
- 芭蕉
- 定家
- 玉鬘
- 雨月
- 三輪 - 金春禅竹の作ではないかと推測されている
- 谷行 - 金春禅竹の作ではないかと推測されている
- 松虫

### 刊行本
- 国文学研究資料館編『金春禅竹自筆能楽伝書』汲古書院、1997年
- 表章ほか校注『世阿弥・禅竹』日本思想大系・岩波書店、新版1995年
- 表章、伊藤正義校注『金春古伝書集成』わんや書店、1969年
- 根岸鎮衛『耳嚢』全3冊（長谷川強校注、岩波書店〈岩波文庫〉、1991年）- 江戸時代の随筆。金春太夫についての逸話を収録。